# 愛知県道518号蜂須賀白浜線
愛知県道518号蜂須賀白浜線（あいちけんどう518ごう はちすかしらはません）は、愛知県あま市から津島市白浜町に至る一般県道。

## 概要

### 路線データ
- 起点：愛知県あま市蜂須賀（愛知県道126号給父西枇杷島線交点）
- 終点：愛知県津島市白浜町（愛知県道115号津島七宝名古屋線交点）

## 沿革
- 1995年3月31日 認定
- 2011年4月1日 美和白浜線から蜂須賀白浜線に名称変更

## 通過する自治体
- 愛知県
  - あま市
  - 津島市

## 交差する道路
- 愛知県道126号給父西枇杷島線（あま市蜂須賀地内）
- 愛知県道79号あま愛西線（甚目寺街道）（蛭間町西屋敷交差点）
- 愛知県道68号名古屋津島線（佐屋街道）（神守町二ノ割交差点）
- 愛知県道115号津島七宝名古屋線（百町交差点）

## 周辺
- 名鉄津島線 青塚駅
- 津島市立蛭間小学校
- 愛知県立津島東高等学校